# Москвичев, Евгений Сергеевич
Евгений Сергеевич Москвичев (род. 28 сентября 1957, Козинки, Брянская область, РСФСР, СССР) — российский государственный деятель. Председатель комитета Государственной Думы по транспорту и развитию транспортной инфраструктуры с 12 октября 2021 года. Действительный государственный советник Российской Федерации 2 класса.
Председатель комитета Государственной Думы по транспорту и строительству (2016—2021).
Президент Ассоциации международных автомобильных перевозчиков (АСМАП).
Из-за вторжения России на Украину, находится под международными санкциями Евросоюза, США, Великобритании и ряда других стран

## Биография
Работал слесарем в совхозе «Вперед» в Брянской области..
Служил в рядах Советской Армии.
С 2001 по 2004 — заместитель руководителя Департамента автомобильного транспорта, а затем — начальник управления автомобильного и электрического пассажирского транспорта Министерства транспорта РФ.
C 2004 по 2006 — директор Департамента государственной политики в области дорожного хозяйства, автомобильного и городского пассажирского транспорта Министерства транспорта РФ.
С июня 2006 по июль 2009 — заместитель Министра транспорта РФ.
В 2009 году избран президентом Ассоциации международных автомобильных перевозчиков.
С 21 декабря 2011 года — депутат Государственной Думы РФ VI созыва.
С 5 октября 2016 года — депутат Государственной Думы РФ VII созыва.
12 октября 2021 года избран председателем комитета Государственной Думы по транспорту и развитию транспортной инфраструктуры VIII созыва.

## Образование
В 1983 году окончил Брянский технологический институт.
В 2012 году получил степень кандидата технических наук, защитив диссертацию на базе Московского государственного автомобильно-дорожного института. Отказался от учёной степени 15 марта 2019 года после того, как сообщество «Диссернет» обнаружило в диссертации плагиат.

## Законотворческая деятельность
С 2011 по 2021 год, в течение исполнения полномочий депутата Государственной Думы VI и VII созывов, выступил соавтором 40 законодательных инициатив и поправок к проектам федеральных законов.
Не голосовал за законопроект об освобождении от оплаты жилых помещений и коммунальных услуг ветеранов Великой Отечественной войны.

## Санкции
25 февраля 2022 года, на фоне вторжения России на Украину, включён в санкционный список стран Евросоюза в ответ на решение России признать территории Донецкой и Луганской областей Украины и на решение об отправке туда российских войск.
11 марта 2022 года внесён в санкционный список Великобритании «за признание независимости двух сепаратистских регионов в Украине».
30 сентября 2022 года был внесён в санкционный список США в ответ на «фиктивные референдумы» и «аннексию территорий Украины российскими оккупационными силами». Государственный департамент отмечает что депутаты единогласно приняли закон о фейках, а некоторые депутаты сыграли ключевую роль в распространении российской дезинформации о войне.
23 февраля 2023 года включён в санкционный список Канады «соратников режима», так как он «голосовал за законодательство связанное с вторжением и попыткой аннексии четырех регионов Украины».
По аналогичным основаниям находится в санкционных списках Швейцарии, Австралии, Японии, Украины и Новой Зеландии

## Сведения о доходах и собственности
- Предвыборная декларация кандидата в депутаты ГД от Единой России за 2010 год. Доход 8 миллионов 944 тысячи 126 рублей 99 копеек.
- Антикоррупционная декларация за 2011 года от члена Партии Единая Россия за 2011 год. Доход 12 миллионов 681 тысяча 480 рублей 71 копейка.
- Антикоррупционная декларация за 2012 год депутата ГД Единая Россия за 2011 год. Доход 2 миллиона 188 тысяч 239 рублей 13 копеек.
- Антикоррупционная декларация за 2013 год. Председателя комитета ГД по транспорту. Доход 3 миллиона 093 тысячи 64 рубля 94 копейки[23].
- Антикоррупционная декларация за 2014 год. Председателя комитета ГД по транспорту. Доход 4 миллиона 577 тысяч 591 рублm 37 копеек.
- Антикоррупционная декларация за 2015 год. Председателя комитета ГД по транспорту. Доход 5 миллионов 481 тысяча 239 рублей 53 копейки[23].

## Семья
- Женат, двое детей[2].

## Награды и звания
- Почётное звание «Заслуженный работник транспорта Российской Федерации»[3].
- Медаль Столыпина П. А. II степени (2017)[24].
- Медаль «За заслуги в развитии транспортного комплекса России».
- Почётная грамота Правительства РФ «За активное участие в обеспечении эффективной работы транспортного комплекса и многолетний добросовестный труд»(2007)[25][26].
- Значок «Почётный автотранспортник»(2000).
- Медаль «В память 300-летия Санкт-Петербурга»2003).
- Знак «Почётный работник транспорта России»(2005).
- Нагрудный знак «В память 200-летия Управления водяными и сухопутными сообщениями».
- Почётный знак Торгово-промышленной палаты РФ.
- Знак отличия Союза транспортников России I степени.
- Орденом «За профессиональную честь, достоинство и почетную деловую репутацию» II степени.
- Памятная медаль «100 лет со дня рождения Е. Г. Трубицына».
- Орден Почёта
- Благодарность Министра транспорта РФ[3].
- Благодарность Президента РФ[27], Правительства РФ, Совета Федерации и Государственной Думы РФ.
- Благодарность Президента Российской Федерации (10 июля 2017 года) — за заслуги в развитии бюджетного и налогового законодательства, многолетнюю добросовестную работу[28].
- Почетная грамота Президента РФ, Государственной Думы РФ.